# Epiperipatus biolleyi
Epiperipatus biolleyi is een ongewerveld dier dat behoort tot de stam van de fluweelwormen (Onychophora). De soort is endemisch in Costa Rica.

## Voorkomen
Epiperipatus biolleyi komt alleen voor in bergbossen en cultuurland op circa 1500 tot 1760 meter boven zeeniveau in het grensgebied van de kantons Moravia en Vázquez de Coronado nabij de vulkaan Irazú in de provincie San José in Costa Rica.

## Kenmerken
Epiperipatus biolleyi heeft een rode kleur. Grotere exemplaren hebben meer poten dan kleine exemplaren en vrouwelijke dieren hebben meer poten dan mannetjes.

## Leefwijze
Epiperipatus biolleyi leeft in de strooisellaag en geeft de voorkeur voor ondergrond met mossen boven ondergrond met grassen. De soort schuilt voor zonlicht in holen. Eén vrouwelijk exemplaar overleefde 150 dagen in een terrarium. De Grays lijster, koraalslangen, spinnen en duizendpoten zijn potentiële belagers.